# 모리스 스페이츠

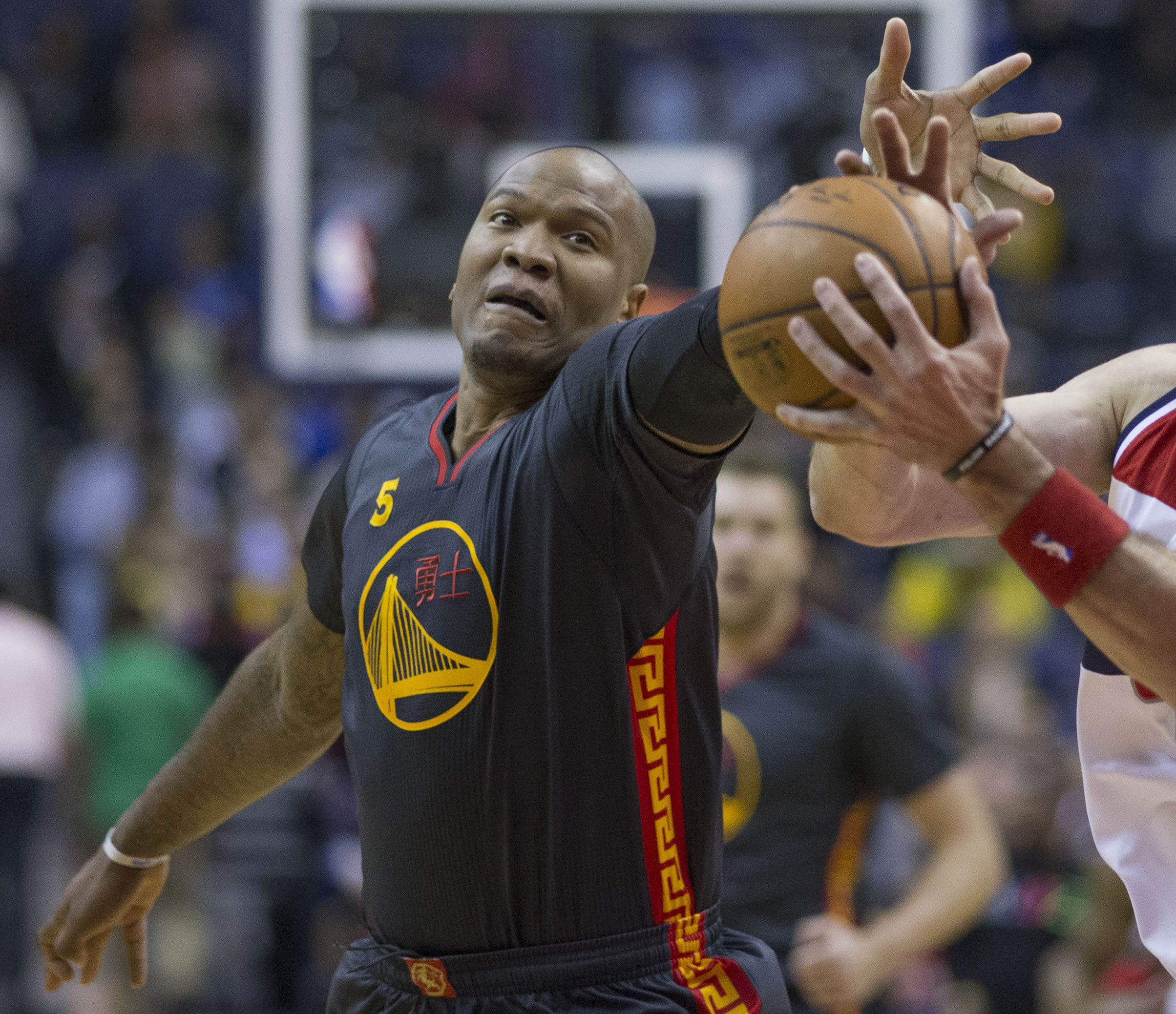

모리스 스페이츠(Marreese Speights, 본명: Marreese Akeem Speights, 1987년 8월 4일 ~ )는 중국남자농구프로리그(CBA)의 광저우 룽 라이온스에서 마지막으로 뛰었던 미국의 전직 프로 농구 선수이다. 2007년 NCAA 전국 챔피언십 팀의 신입생이었던 플로리다 게이터스에서 대학 농구를 했다. 필라델피아 세븐티식서스는 2008년 NBA 드래프트에서 전체 16순위로 그를 선택했다.

## 프로 경력
- 필라델피아 세븐티식서스(2008~2012)
- 멤피스 그리즐리스(2012~2013)
- 클리블랜드 캐벌리어스 (2013)
- 골든스테이트 워리어스(2013~2016)
- 로스앤젤레스 클리퍼스(2016~2017)
- 올랜도 매직(2017~2018)
- 광저우 룽 라이온스(2018~2021)